# Espen Baardsen
Espen Baardsen (San Rafael, 7 december 1977) is een voormalig betaald voetballer uit Noorwegen die speelde als doelman gedurende zijn carrière. Hij werd geboren in de Verenigde Staten. Baardsen beëindigde zijn loopbaan in 2003 bij Everton, hoewel hij op dat moment nog maar 25 jaar was.

## Interlandcarrière
Baardsen nam in 1998 met Jong Noorwegen deel aan de EK-eindronde U21 in Roemenië. Daar eindigde de ploeg onder leiding van bondscoach Nils Johan Semb op de derde plaats na een 2-0-overwinning in de troostfinale op Nederland.
Baardsen speelde in totaal vier interlands voor het Noors voetbalelftal. Onder leiding van de tot bondscoach gepromoveerde Semb maakte hij zijn debuut voor de A-ploeg op 6 september 1998 in het EK-kwalificatieduel tegen Letland (1-3) in Oslo. Hij nam met zijn vaderland deel aan het WK voetbal 1998, maar kwam niet in actie tijdens dat toernooi.
| Interlands van Espen Baardsen voor Noorwegen | Interlands van Espen Baardsen voor Noorwegen | Interlands van Espen Baardsen voor Noorwegen | Interlands van Espen Baardsen voor Noorwegen | Interlands van Espen Baardsen voor Noorwegen | Interlands van Espen Baardsen voor Noorwegen |
| №                                            | Datum                                        | Wedstrijd                                    | Uitslag                                      | Competitie                                   | Goals                                        |
| Als speler van Tottenham Hotspur             | Als speler van Tottenham Hotspur             | Als speler van Tottenham Hotspur             | Als speler van Tottenham Hotspur             | Als speler van Tottenham Hotspur             | Als speler van Tottenham Hotspur             |
| -------------------------------------------- | -------------------------------------------- | -------------------------------------------- | -------------------------------------------- | -------------------------------------------- | -------------------------------------------- |
| 1                                            | 6 september 1998                             | Noorwegen – Letland                          | 1 – 3                                        | EK-kwalificatie                              | 0                                            |
| 2                                            | 20 januari 1999                              | Israël – Noorwegen                           | 0 – 1                                        | Vriendschappelijk                            | 0                                            |
| 3                                            | 18 augustus 1999                             | Noorwegen – Litouwen                         | 1 – 0                                        | Vriendschappelijk                            | 0                                            |
| 4                                            | 31 januari 2000                              | IJsland – Noorwegen                          | 0 – 0                                        | Nordic Cup                                   | 0                                            |

## Erelijst
Tottenham Hotspur
- League Cup

1999